# Gumowy kurczak

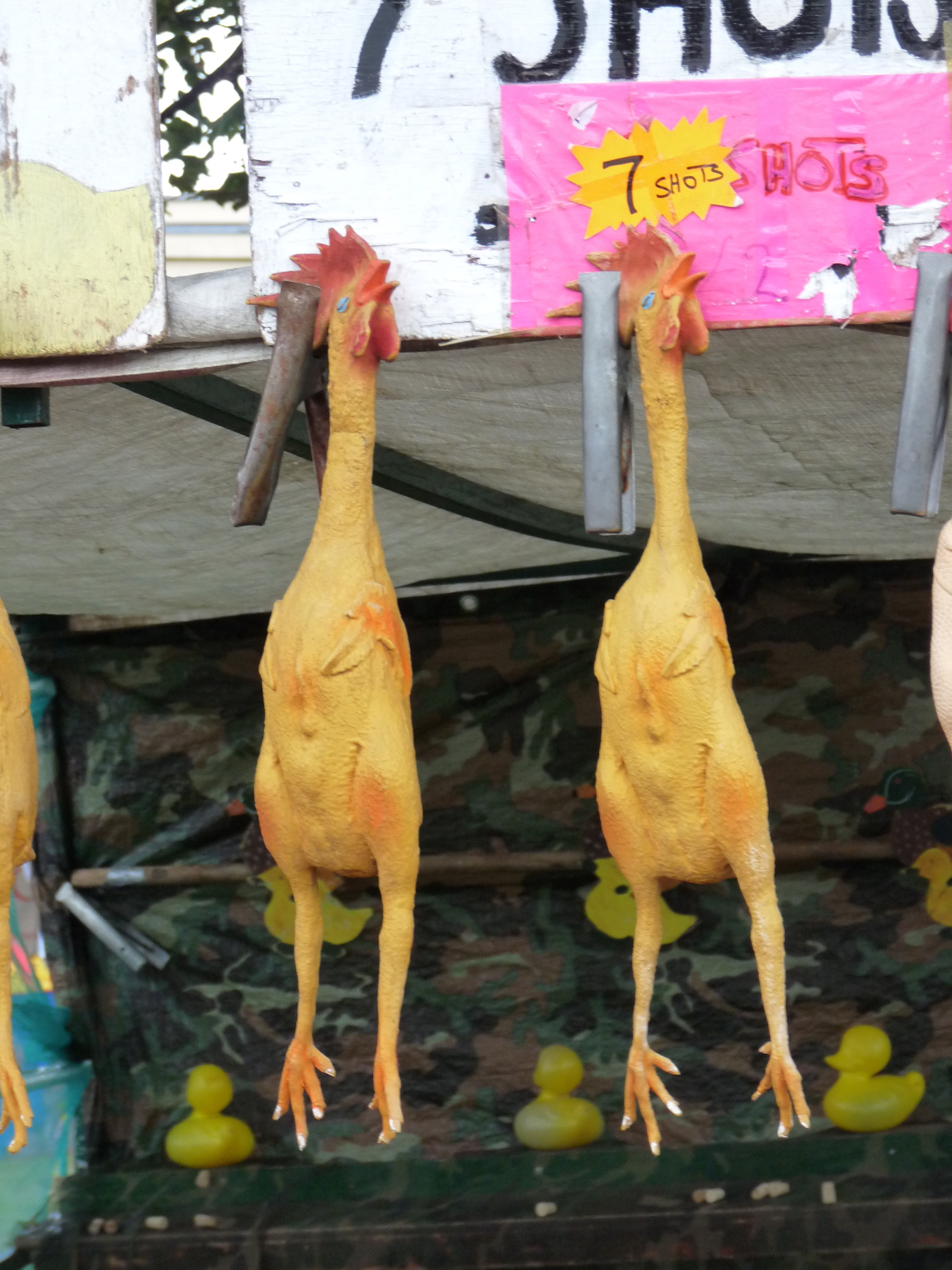
Gumowe kurczaki

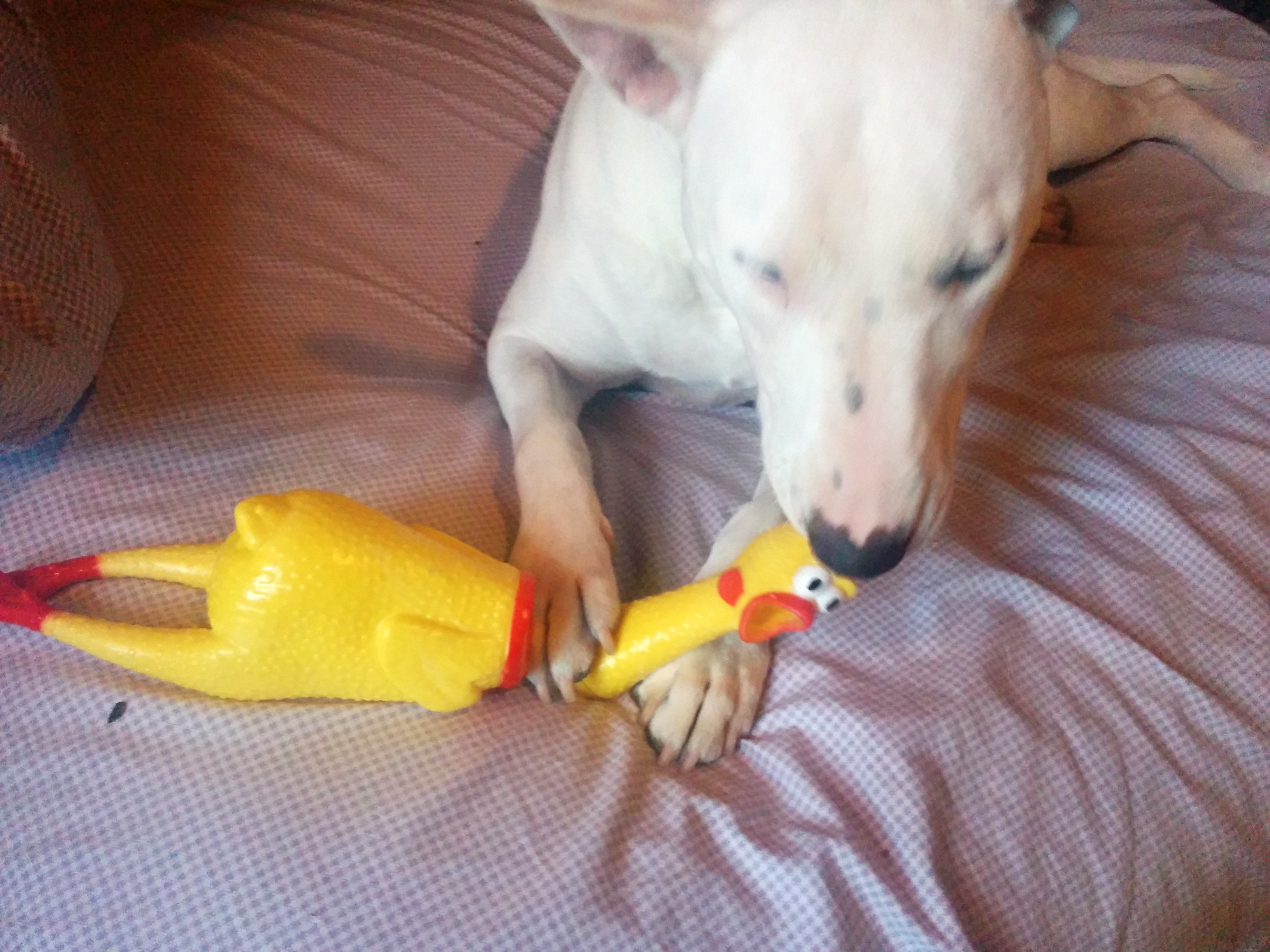
Bulterier bawiący się gumowym kurczakiem

Gumowy kurczak – popularny gag, slapstickowy rekwizyt komediowy oraz zabawka wykonana z gumy, o wyglądzie pozbawionego pierza kurczaka wydającego dźwięki.

## Opis
Pochodzenie gumowego kurczaka jest niejasne. Przypuszczalnie może mieć swoje korzenie w średniowieczu, gdy błazny wykorzystywały zdechłe kurczaki jako rekwizyty podczas występów. Kurczak wszedł do powszechnego użytku na scenie burleski, gdzie klauni bili się nim, prawdopodobnie ze względu na jego falliczny kształt. W czasie rewolucji francuskiej żołnierze wieszali kurczaki na swoich muszkietach na szczęście. Jedna z wersji przypisuje wymyślenie gumowego kurczaka Josephowi Grimaldiemu, legendarnemu angielskiemu klaunowi o białej twarzy z początku XIX wieku. W tamtych czasach obżarstwo było modne i uważane za oznakę zamożności, a Grimaldi występował z kieszeniami pełnymi imitacjami jedzenia, aby naśmiewać się z klas wyższych. W amerykańskich wodewilach komicy używali kurczaka jako broni, bijąc nimi publiczność. Gumowy kurczak, który pojawił się w latach zerowych XX wieku wraz z plastikiem i lateksem, czasami jest używany przez żonglerów zamiast maczug.
Termin „gumowy kurczak” jest często używany lekceważąco do opisania jedzenia serwowanego na imprezach politycznych lub firmowych, weselach i tym podobnych, na których jest duża liczba gości, którzy wymagają podania w krótkim czasie. Kurczak, wstępnie ugotowany, jest utrzymywany przez jakiś czas w temperaturze serwowania, a następnie podawany z sosem. W rezultacie mięso z kurczaka jest twarde lub „gumowate”.

## Maskotka NASA
Gumowy kurczak o imieniu Camilla był maskotką Obserwatorium Dynamiki Słońca amerykańskiej agencji kosmicznej NASA, odwiedzając wraz z edukatorami i astronautami NASA dzieci w szkołach, ubrany w swój własny mały gumowy kombinezon astronauty. W 2012 roku odbył lot do stratosfery balonem wypełnionym helem na wysokość 120 000 stóp (36,6 kilometra).